# Chuyến bay 3054 của TAM Linhas Aéreas
Chuyến bay TAM Linhas Aéreas 3054 (JJ 3054) là một chuyến bay nội địa vận chuyển hành khách theo lịch trình giữa Porto Alegre và São Paulo, Brasil. Chiếc máy bay này đã gặp tai nạn khi đang hạ cánh trong lúc trời đang mưa to ở São Paulo vào ngày 17 tháng 7 năm 2007. Người ta cho rằng, chiếc máy bay đã chạy lệch quá đường băng, chạy qua một đường phố lớn trong giờ cao điểm, đâm vào một nhà kho của TAM Express và nổ tung. Có 176 người ở trên máy bay: 170 khách và 6 phi hành đoàn. Các giới chức có trách nhiệm có mặt tại hiện trường đã cho biết tất cả những người trên máy bay đều thiệt mạng sau vụ rơi này, và Sở cứu hỏa São Paulo báo cáo rằng "ít nhất có 200 người thiệt mạng" (bao gồm những người trên mặt đất).

## Thời gian diễn ra sự việc

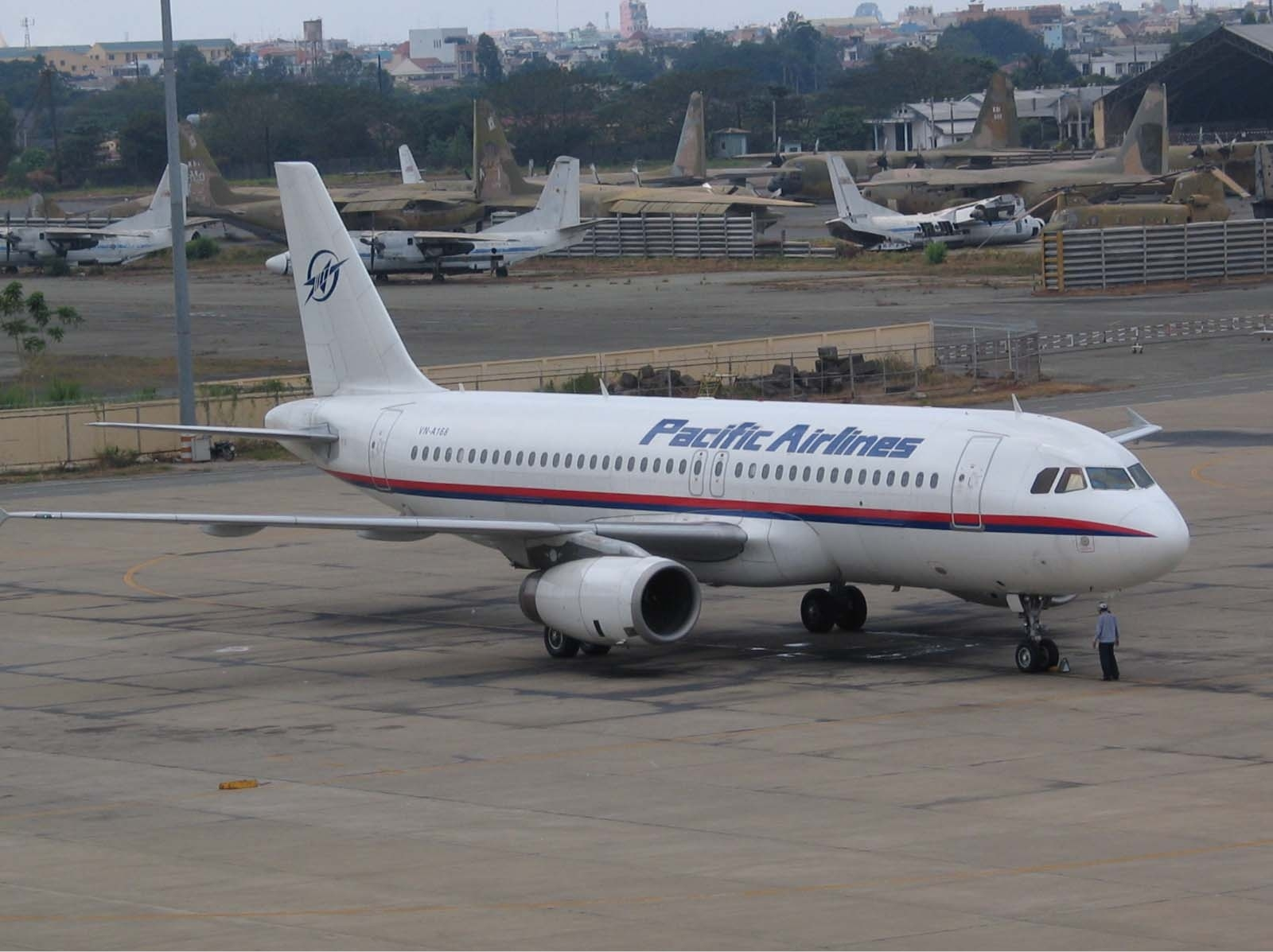
Chiếc máy bay gặp nạn lúc vẫn đang khai thác cho Pacific Airlines vào năm 2004

Chiếc máy bay Airbus A320 đã rời Sân bay quốc tế Salgado Filho ở Porto Alegre vào lúc 17:16 giờ địa phương (19:16 UTC). Nó đã gặp tai nạn trong lúc nó đang hạ cánh tại Sân bay quốc tế Congonhas-São Paulo ở São Paulo lúc 18:50 giờ địa phương (21:50 UTC).

## Diễn biến vụ tai nạn
Chiếc máy bay đã hạ cánh xuống đường băng 35L của sân bay nhưng đã không thể giảm tốc độ một cách bình thường trong lúc trời mưa to. Theo một số nhân chứng, máy bay lúc đó đang bay rất nhanh và họ nghĩ rằng máy bay đang thực sự cất cánh. Máy bay tiếp tục chạy nhanh và trượt khỏi đường băng, xuyên qua đại lộ Washington Luis, một đại lộ lớn và đâm vào một tòa nhà văn phòng và kho hàng bốn tầng của TAM Express và tạo một đám cháy lớn khiến tất cả người trên máy bay thiệt mạng.
Đường băng này gần đây đã trải qua một đợt được trải lại nhựa bề mặt nhưng các rãnh thoát nước để giảm nguy cơ máy bay hạ cánh trên lớp nước đường băng thì chưa được bắt đầu.
Một bác sĩ tại nhà xác São Paulo cho rằng có 30 xác chết bị cháy thành than đã được đưa vào đây. Thống đốc bang São Paulo José Serra nói: "Người ta nói với tôi rằng nhiệt độ bên trong máy bay là 1.000 °C (1.830 °F), do đó cơ hội cho người sống sót trên thực tế là con số không."

## Sự lo ngại về độ an toàn tại Sân bay quốc tế Congonhas

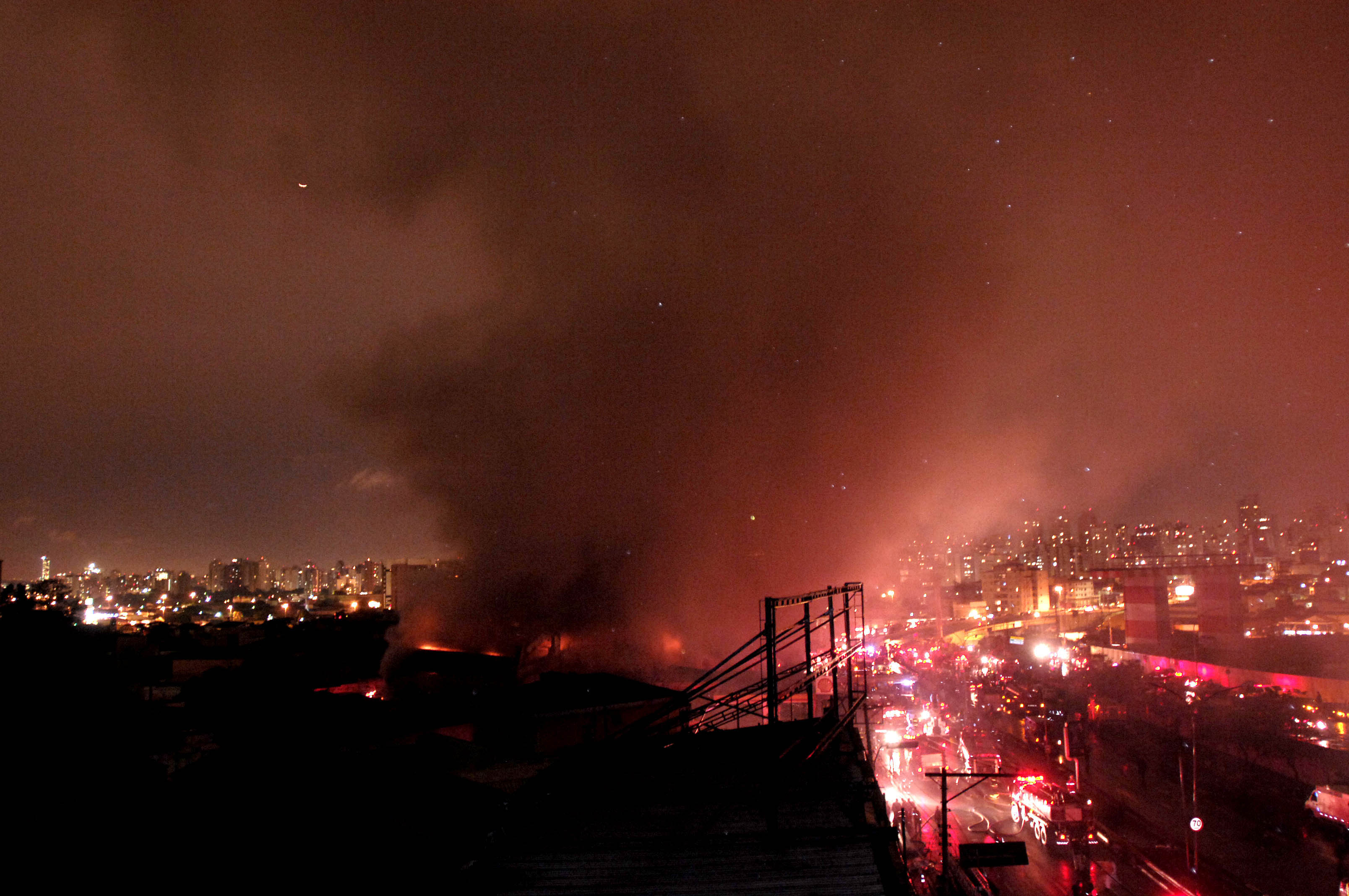
Máy bay trượt qua Đại lộ Washington Luis. Tháp đỏ trắng về tay phải là hệ thống đèn hiệu đường băng của sân bay.

An toàn hàng không tại Brasil nói chung đã được đặt dưới sự kiểm tra kỹ lưỡng trong thời gian gần đây sau vụ đâm máy bay trên không trung vào tháng 9 năm 2006 trên bầu trời Amazon của Chuyến bay 1907 thuộc hãng Gol Transportes Aéreos và một chiếc Embraer Legacy 600. Congonhas đã được riêng ra để kiểm tra vì có các vấn đề an toàn liên quan đến sự vận hành trong điều kiện thời tiết ướt do vị trí của nó và đặc điểm của đường băng đối với máy bay hoạt động ở đây.
Tháng 1 năm 2007, một thẩm phán Brasil đã ra lệnh cấm các chuyến bay trong một thời gian ngắn sử dụng máy bay Fokker 100, Boeing 737-800 và Boeing 737-700 ra vào sân bay. Loại máy bay Airbus A320 không nằm trong danh sách các loại máy bay bị cấm, dù nó nặng hơn máy bay Fokker 100 và Boeing 737-700. Các phi công đã phàn nàn rằng nước đọng trên đường băng đã làm giảm khả năng phanh của máy bay và đôi khi khiến máy bay trượt trên nước (hydroplane). Vị thẩm phán đã tuyên bố đường băng cần thêm 388 m để cho các máy bay này hoạt động an toàn.